# Béla Szepes
Béla Szepes   (Spišská Nová Ves, 5 de setembre de 1903 - Budapest, 26 de juny de 1986) va ser un esquiador, atleta, dissenyador gràfic i periodista hongarès.

## Esquiador i atleta
Nascut a Igló, Àustria-Hongria (actual Spišská Nová Ves, Eslovàquia) el 1903, va començar a esquiar el 1918. Cinc anys després fou el primer campió hongarès de salt d'esquí. Durant la seva carrera va batre el rècord hongarès de salt d'esquí sis vegades, arribant a saltar 57 metres el 1927.
El 1924 va prendre part en els Jocs Olímpics d'Hivern de Chamonix, on va disputar la prova dels 18 quilòmetres del programa d'esquí de fons i la combinada nòrdica. No va acabar cap de les curses.
Simultàniament a l'esquí, entre el 1919 i el 1931 va ser membre del Magyar Atétikai Club, competint en llançament de javelina. Fou un dels llançadors de javelina amb més èxit de la seva època, guanyant set campionats hongaresos de manera consecutiva entre el 1925 i el 1931. També va establir cinc rècords nacionals durant aquest període, sent el seu millor llançament de 66,70 metres el 1929. També va participar regularment als campionats britànics d'atletisme, guanyant la competició en tres ocasions (1925, 1927, 1929).
El 1928 va prendre part en els Jocs Olímpics d'Amsterdam, on guanyà la medalla de plata en el la prova del llançament de javelina del programa d'atletisme en finalitzar rere el suec Erik Lundqvist.

## Vida posterior
Szepes va estudiar a la Universitat d'Arts i Disseny de Budapest. Després de graduar-se el 1926, es va traslladar a Berlín, on va treballar per a diversos diaris com a periodista i dibuixant. Va tornar a Hongria el 1933 per exercir d'instructor d'esquí, Entre el 1938 i el 1941 va ser l'entrenador de l'equip d'atletisme hongarès i va treballar als diaris Nemzeti Sport (1933-1941) i Képes Sport (1941-1944) com a periodista i editor.
Després de la Segona Guerra Mundial va continuar la seva carrera com a artista gràfic autònom; els seus dibuixos i caricatures es van publicar als diaris Népsport, Ludas Matyi i Füles i va il·lustrar diversos llibres. A partir de la dècada de 1960 es va dedicar a l'escultura i va dissenyar premis i trofeus esportius. Entre els seus treballs més destacats destaquen el trofeu de la Copa d'Europa d'Atletisme fet el 1965 i el Premi Fair Play d'Alemanya Occidental de 1972. Les seves creacions foren exhibides a moltes ciutats d'arreu del món, com Dresden, Munic, Rotterdam i Montreal.
Szepes va morir a Budapest l'any 1986. La seva obra es conserva al Museu d'Educació Física i l'Esport de Budapest.

## Millors marques
- Llançament de javelina. 66,70 metres (1929)[6]